# Fagerhults lövskog
Fagerhults lövskog är ett naturreservat i Kinda kommun i Östergötlands län.
Området, som är naturskyddat sedan 2008, är 51 hektar stort. Reservatet omfattar en höjd vid sydöstra stranden av Åsunden. Reservatet består av trädklädda betesmarker och lövskogar.